# Grand sarcophage Ludovisi
Le grand sarcophage Ludovisi est un sarcophage romain du IIIe siècle apr. J.-C. représentant une bataille entre Romains et Barbares. Acheté après sa découverte par le cardinal Ludovico Ludovisi, qui lui donne son nom, il est aujourd'hui conservé au palais Altemps, à Rome, tandis que son couvercle se trouve au musée central romain-germanique de Mayence, en Allemagne.
Le marbre blanc du Proconèse vient d'une carrière sur la mer de Marmara.

## Histoire
Le grand sarcophage Ludovisi est découvert en 1621 dans la Vigne Bernusconi, à l'extérieur de la porte San Lorenzo de Rome. Il est acheté par l'un des plus grands collectionneurs de l'époque, le cardinal Ludoviso Ludovisi, neveu du pape Grégoire XV. Avec le reste de la collection Ludovisi, il rejoint en 1901 les collections du musée national des Thermes, futur musée national romain, avant d'intégrer le palais Altemps.

## Description
Le sarcophage Ludovisi appartient à la catégorie des sarcophages romains de bataille et plus précisément au groupe des « combats de masse », qui se caractérise par la représentation d'une foule de combattants qui rend la scène confuse. Ils ont été en vogue sous le règne de Marc Aurèle. La sculpture se distingue par un très haut-relief où les contrastes de lumière sont particulièrement violents. Les visages ne sont pas du tout classiques. Les « Barbares » sont moins dans l'action que leurs vainqueurs, leurs attitudes immensément expressives, et leurs cheveux, aux ombres profondes, sont particulièrement hirsutes. L'ensemble restitue l'image de la lutte entre la Civilisation et la Barbarie, image que les Romains du IIIe siècle se représentaient, à cette époque extrêmement dramatique pour l'empire.
En marbre du Proconnèse, le panneau frontal du sarcophage Ludovisi représente une mêlée entre soldats romains et Barbares. Les premiers portent casque, cuirasse ou tunique de mailles, épée courte et manteau militaire. Les seconds sont reconnaissables à leurs cheveux longs, leur barbe et leur pantalon ; certains portent une tunique alors que d'autres sont torse nu. Le placement des différentes figures suggère que les Romains, qui semblent sortir du fond du relief, ont mené un mouvement d'encerclement des Barbares : après avoir enfoncé le centre de la ligne ennemie, les ailes se referment sur les Barbares. Le visage de ces derniers, désormais certains d'être vaincus, est empreint de souffrance et d'angoisse, alors que les Romains restent impassibles.
Le sarcophage Ludovisi se distingue des autres œuvres auxquelles il est apparenté en ce que sa figure centrale représente peut-être un personnage historique. Il s'agit d'un  homme à cheval, émergeant du chaos des ennemis vaincus. La tête nue, les joues couvertes d'une courte barbe, le visage triangulaire, un grand front, les yeux légèrement creusés et les sourcils épais. Sa coiffure, avec les mèches « en virgule » tombant sur le front, est caractéristique de ce qu'on a appelé la « renaissance de Gallien » au IIIe siècle apr. J.-C. Un indice singulier apparaît sur son front : un tatouage sous la forme d'une scarification en croix. Le spécialiste d'archéologie classique, Ernst Künzl, s'appuie sur un texte de Tertullien (Praescr. 40) : une scarification en forme de croix y est le signe de l'initiation au culte de Mithra.
Comme le portrait ne ressemble pas à ceux de l'empereur Gallien lui-même, on en a conclu qu'il s'agissait de l'un des généraux de l'époque, dont l'identité précise est sujette à controverse. L'une des hypothèses les plus communément citées est celle du fils cadet de Dèce, Hostilien, représenté sur les pièces de monnaie avec un symbole (la sphragis, c'est-à-dire « sceau, empreinte ») sur le front, que l'on retrouve aussi sur le sarcophage Ludovisi. Ce serait un élément du culte de Mithra, désignant la personne ainsi marquée comme un adepte de ce culte à mystère. Par comparaison avec les portraits numismatiques, on a également suggéré que le personnage central serait le frère d'Hostilien, Herennius Etruscus.

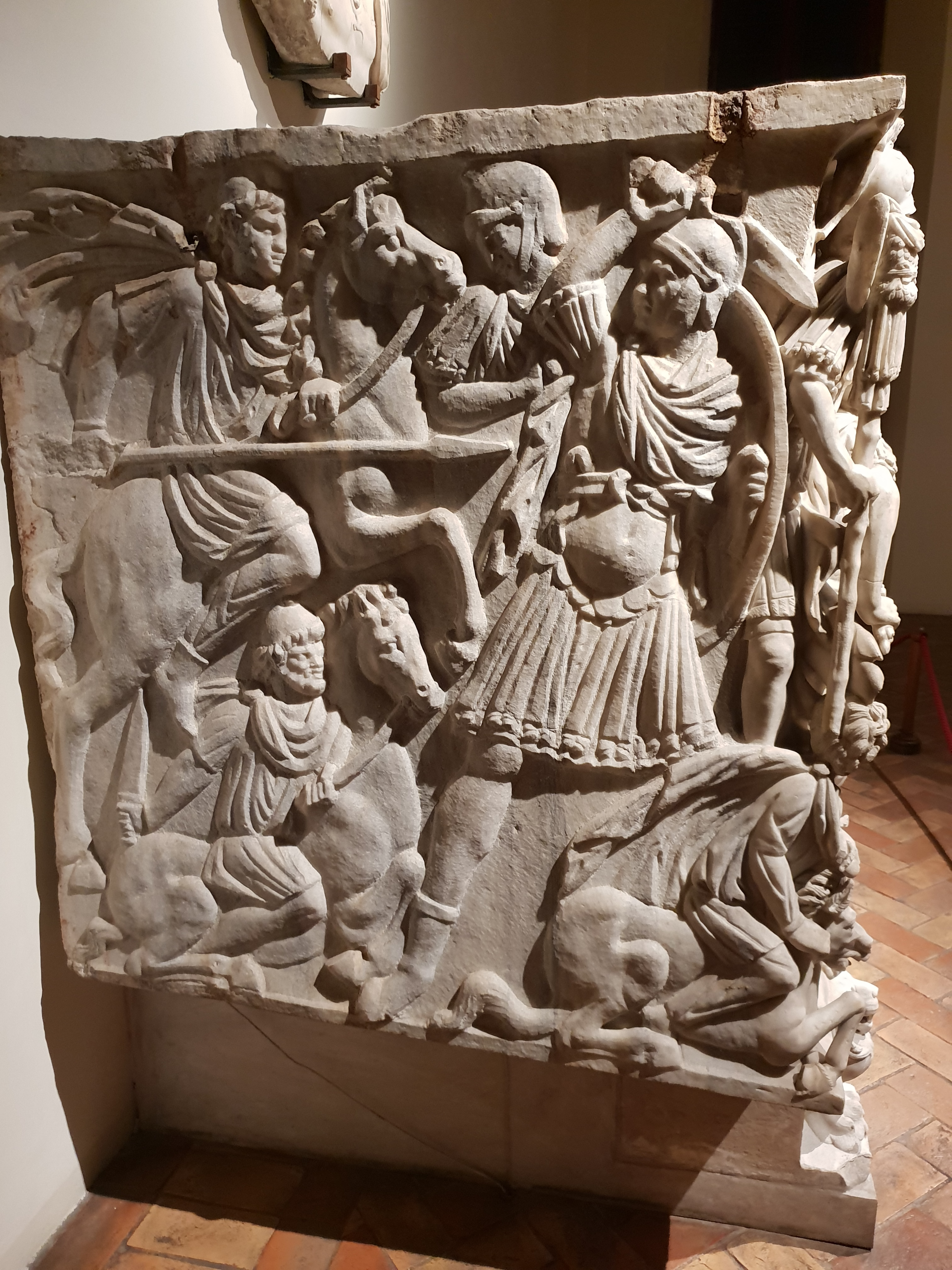
Côté gauche.
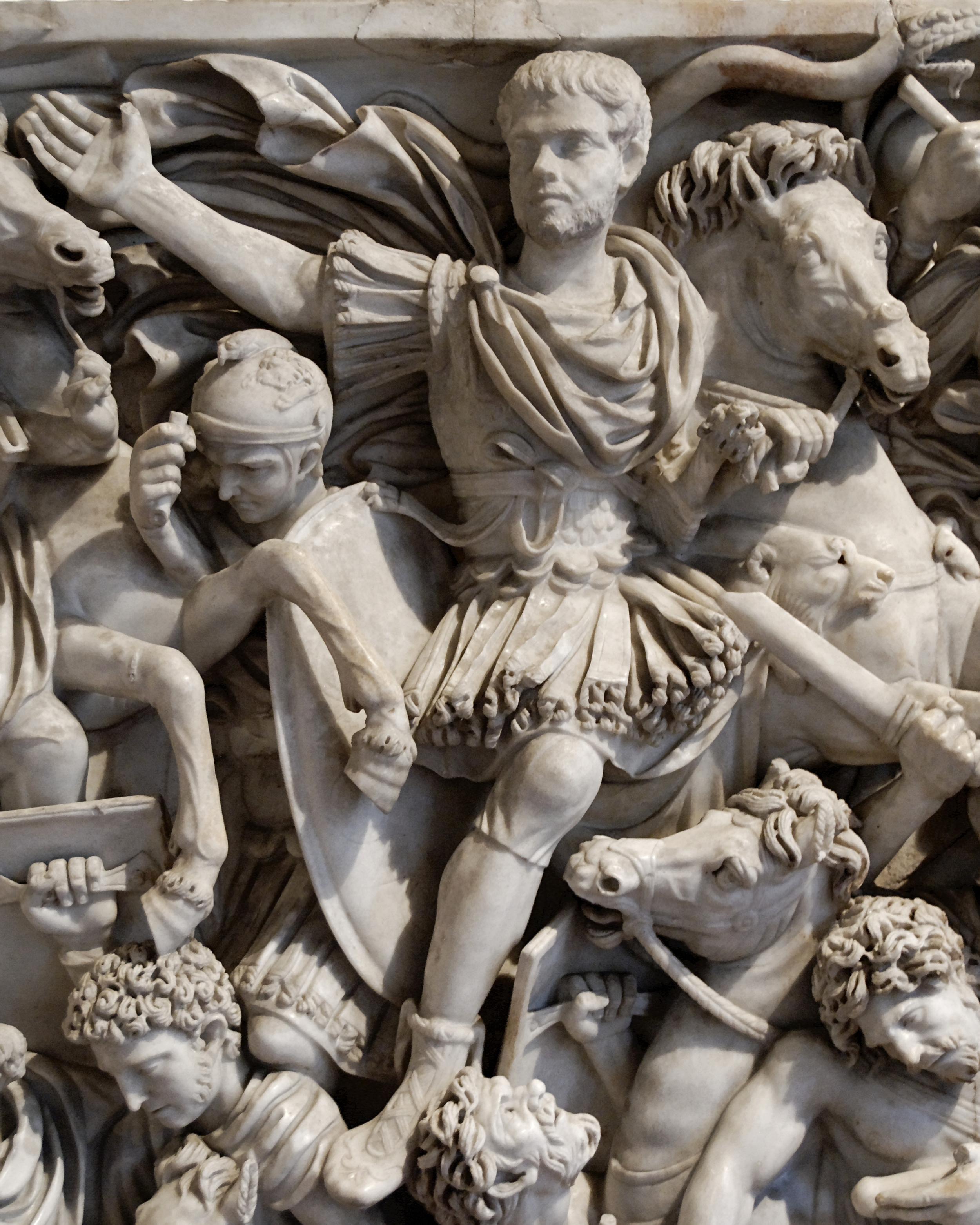
Face principale. Centre haut, avec Hostilien ou Herennius Etruscus (?).
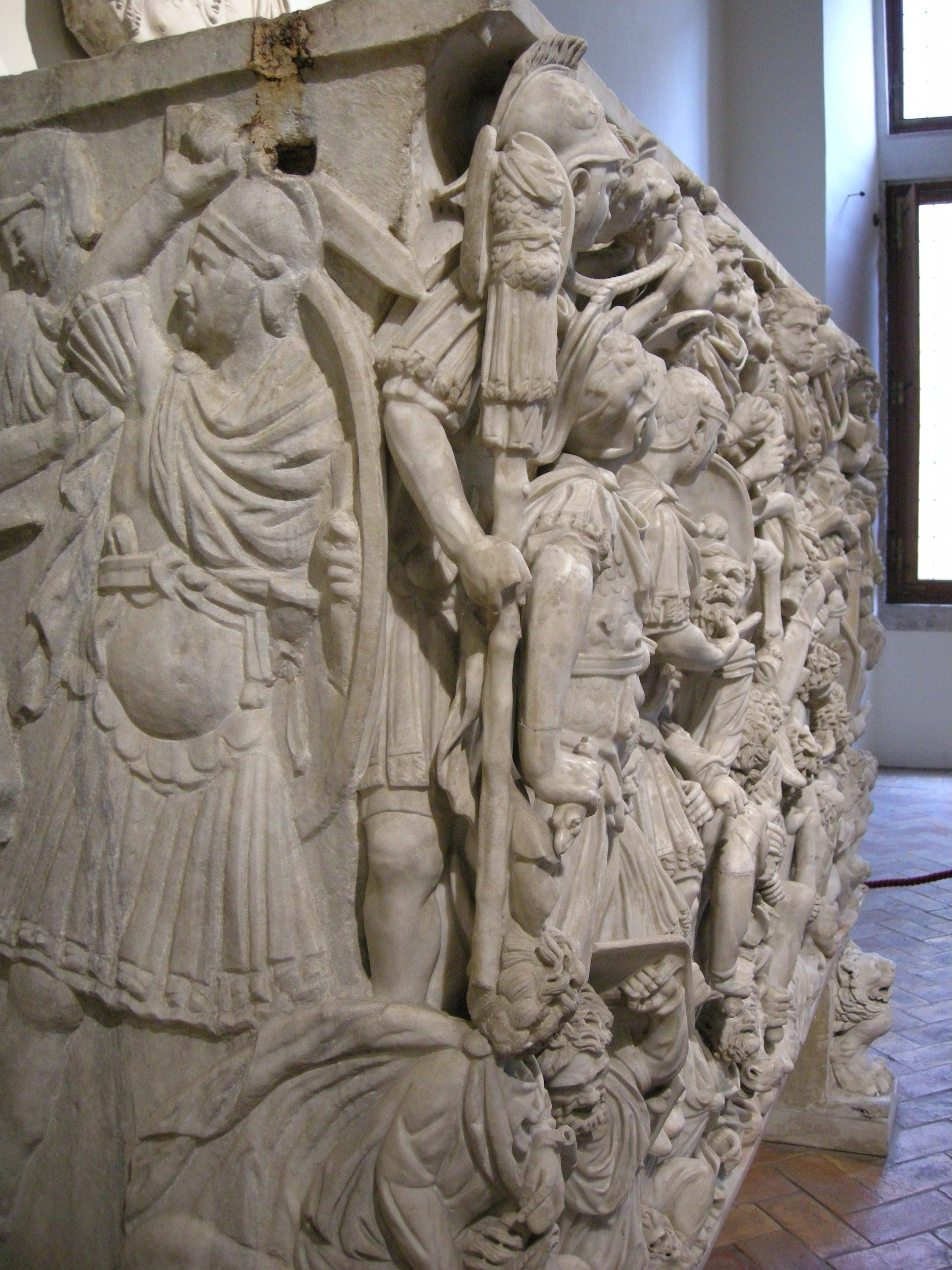
Traitement de l'angle gauche : passage du bas-relief au haut-relief.
Côté droit.